# Battlefield Vietnam
A Battlefield Vietnam egy belső nézetes lövöldözős (FPS) számítógépes játék. Ez a játék az Electronic Arts Battlefield-sorozatának második különálló játéka, a Battlefield 1942 után. A játékot a Digital Illusions CE fejlesztette és az Electronic Arts adta ki. A játék 2004. március 15-én jelent meg Észak-Amerikában, világ többi részén pedig néhány nappal később. A Battlefield Vietnam a vietnámi háborúban játszódik. A játékban számos pálya található, melyek történelmi ütközeteken alapulnak. Ilyen például a Cambodian Incursion (Kambodzsai behatolás), a Ho Chi Minh Trail (Ho Si Minh-ösvény), a Fall of Saigon (Saigon eleste), a Ia Drang Valley (Ia Drang völgye) vagy az Operation Flaming Dart (Lángoló dárda hadművelet).
2005. március 15-én az Electronic Arts újra kiadta a játékot, Battlefield Vietnam: Redux néven, mely már tartalmazta az 1.01, az 1.02, az 1.1 és az 1.2-es javításokat, valamint számos új járművet, pályát és egy második világháborús modot.

## Leírás
Vietnám, 1960-as évek. A kommunista Észak-Vietnám, és a kapitalista Dél-Vietnám, az USA-val karöltve elkeseredett harcot vív Vietnám egyesítéséért. Mi pedig egy akkor, ott harcoló katona bőrébe bújhatunk. Tetszés szerint választhatjuk ki azt az oldalt a harcoló felek közül, ahova tartozni akarunk.
A Battlefield Vietnamban a játék célja ugyanaz, mint az elődjében, a Battlefield 1942-ben. El kell foglalni a kulcsfontosságú helyeket a térképen. Ha a játékos elfoglal bizonyos mennyiségű pontot, akkor az ellenség csapata fogyni kezd. A játékban az nyer aki az ellenség csapatát nulláig fogyasztja. A játékos játszhat az Amerikai Egyesült Államok, a Vietnámi Köztársasági Hadsereg (ARVN), a Dél-vietnámi Nemzeti Felszabadítási Front (Viet Cong) vagy a Vietnámi Néphadsereg (NVA) oldalán, a pályától függően.
A játékban számos fegyver található, kezdve az M16-tól és az AK–47-től, egészen a taposóaknákig, melyeket csapdaként használhat a játékos. A Battlefield Vietnam számos járművet is felvonultat, köztük harckocsikat, dzsipeket, repülőgépeket, vagy helikoptereket. A járművekben a játékos hallgathat rádiót is melyben az 1960-as évek zenéi szólnak, de akár rakhat be a saját zenéi közül is. A játék másik fontos újítása az előző részhez képest, hogy a járművekben egyes fegyvereket az utas is használhat, ahelyett hogy csak ülne és nézelődne. A játékban a helikopterek maguktól is lebegnek (feltéve ha van benne pilóta, aki egyensúlyban tartja), így nem szükséges hogy a játékos folyamatosan nyomkodja a billentyűzetet. Szintén újítás, hogy a játékban a mérnökök ezúttal lángvágót is használhatnak, mellyel az ellenséges járműveket rongálhatják.
A Battlefield Vietnamban számos híres katonai járművet vezethetünk. Ilyen például az amerikaiak oldalán, az M60 harckocsi, az AH–1 Cobra harci helikopter vagy az F-4 Phantom II vadászrepülő. Vietnámi oldalon pedig ott van a MiG–21 vadászgép, a T–54 harckocsi vagy a Mi–8 helikopter.
A játékot főként többjátékos módra tervezték, de lehet egyjátékos módban is játszani. A játék első változataiban még számos technikai és egyensúlyi hiba volt, de ezeket a javításokkal kijavították az idők folyamán. Jó példa az egyensúlyi hibára az amerikaiak híres M60 és LAW párosítása, mely minden más fegyverpárosításnál erősebb volt, ezért sokan panaszkodtak rá.
A Battlefield Vietnamhoz számos módosítás (mod) készült. Vannak köztük olyanok amelyeket a Battlefield 1942-höz készítettek, és később elkészítették a Battlefield Vietnamhoz is, ugyanakkor vannak teljesen új modok is a játékhoz.
Az leghíresebb mod talán az "Eve of Destruction" mod, melyben jobb minőségű jármű- és fegyvermodellek, új fegyverek és új pályák is találhatóak. Szintén híres mod még az "Operation Peacekeeper", és a "Point of Existence", röviden PoE. A PoE 2007-ben játszódik egy kitalált háborúban, ahol az Amerikai Egyesült Államok és Oroszország harcol az afrikai olajmezők feletti uralomért.

## Frakciók, kasztok, és azok felszerelései
A játékban 4 frakció, és minden frakción belül 4 kaszt választható, más-más fegyverzettel.

### Vietnámi Néphadsereg
Katona
1. fegyvercsomag: Kalasnyikov AK–47, Tokarev TT–33, Macséta, Gránátok, Távcső
2. fegyvercsomag: RPD, Tokarev TT–33, Macséta, Gránátok, Távcső
Páncéltörő katona
1. fegyvercsomag: Type 56, Tokarev TT–33, Macséta, RPG–7
2. fegyvercsomag: SA-7, Tokarev TT–33, Macséta, C4
Utász
1. fegyvercsomag: MAT-49, Tokarev TT–33, Macséta, Type 63 Mortar, Csavarkulcs
2. fegyvercsomag: MAT-49, Tokarev TT–33, Macséta, Ásó, NVA akna, Csavarkulcs
Lövész
1. fegyvercsomag: SVD, Tokarev TT–33, Macséta, Vastüskék, Távcső
2. fegyvercsomag: Type 56, Tokarev TT–33, Macséta, Akna, Időzített bomba

### Dél-vietnámi Nemzeti Felszabadítási Front
Katona
1. fegyvercsomag: AKMS, Tokarev TT–33, Kasza, Gránátok, Távcső
2. fegyvercsomag: Type 53, Tokarev TT–33, Kasza, Gránátok, Távcső
Páncéltörő katona
1. fegyvercsomag: Type-56, Tokarev TT–33, Kasza, RPG–2
2. fegyvercsomag: SA-7, Tokarev TT–33, Kasza, Robbanószer
Utász
1. fegyvercsomag: MAT-49, Tokarev TT–33, Kasza, Bambuszlándzsa, Type-53, Csavarkulcs
2. fegyvercsomag: MAT-49, Tokarev TT–33, Kasza, Ásó, AT akna, Csavarkulcs
Lövész
1. fegyvercsomag: Moszin–Nagant M91/30, Tokarev TT–33, Kasza, Vastüskék, Távcső
2. fegyvercsomag: Type-56, Tokarev TT–33, Kasza, Akna, Időzített bomba

### Amerikai hadsereg
Katona
1. fegyvercsomag: M16, Colt 1911, Kés, Gránátok, Távcső
2. fegyvercsomag: CAR-15, Colt 1911, Kés, Gránátok, Távcső
Páncéltörő katona
1. fegyvercsomag: M79, Colt 1911, Kés, M60
2. fegyvercsomag: M14, Colt 1911, Kés, LAW
Utász
1. fegyvercsomag: M14, Colt 1911, Kés, Claymore, Forrasztólámpa, Csavarkulcs
2. fegyvercsomag: M14, Colt 1911, Kés, Tankelhárító akna, Forrasztólámpa, Csavarkulcs
Lövész
1. fegyvercsomag: M21, Colt 1911, Kés, Füstgránát, Távcső
2. fegyvercsomag: Távcsővel felszerelt M16, Colt 1911, Kés, Füstgránát, Távcső

### Vietnámi Köztársaság
Katona
1. fegyvercsomag: M16, Colt 1911, Kés, Gránátok, Távcső
2. fegyvercsomag: CAR-15, Colt 1911, Kés, Gránátok, Távcső
Páncéltörő katona
1. fegyvercsomag: M79, Colt 1911, Kés, M60
2. fegyvercsomag: M14, Colt 1911, Kés, LAW
Utász
1. fegyvercsomag: M14, Colt 1911, Kés, C4, Forrasztólámpa, Csavarkulcs
2. fegyvercsomag: M14, Colt 1911, Kés, Tankelhárító akna, Forrasztólámpa, Csavarkulcs
Lövész
1. fegyvercsomag: M21, Colt 1911, Kés, Füstgránát, Távcső
2. fegyvercsomag: Távcsővel felszerelt M16, Colt 1911, Kés, Füstgránát, Távcső